# نمین
نَمین منطقه ای کوهستانی در غرب رشته کوه‌های باغرو و در حاشیه دریای خزر، با ارتفاع ۱۷۰۰ متر از سطح دریا در استان اردبیل قرار دارد و دریای خزر از کوه‌های مرزی آن دیده می‌شود. نمین دارای آب و هوایی معتدل، زمستان‌هایی سرد و تابستان‌هایی ملایم است.
این شهر با فرهنگ غنی از هنر و موسیقی پیشتاز در عرصهٔ فرهنگ می‌باشد. نمین دارای جنگل‌های طبیعی فندق، ازگیل، زالزالک، تمشک، سیب و باغ‌های میوه فراوان است. فاصله نمین از اردبیل ۲۰ کیلومتر بوده و از سویی دیگر پس از عبور از گردنه حیران به شهر ساحلی آستارا می‌رسد. نمین از دیرباز به داشتن فرهنگی غنی معروف است. طبق سرشماری سال ۱۳۹۵ در مجموع جمعیت این شهر نزدیک به ۹۶۴۵۷ نفر است. زبان اکثریت مردم شهر و شهرستان نمین زبان ترکی آذربایجانی است، با این حال در بخش عنبران و برخی روستاهای شهرستان زبان تالشی نیز رواج دارد.

## آثار تاریخی و جاذبه‌های گردشگری شهرستان نمین
- آرامگاه بابا روشن در ۶ کیلومتری شرق نمین و ۲ کیلومتری روستای خشه حیران با دره‌ای سرسبز و جنگلی، چشمه آب معدنی و درخت بلوط کهنسال
- مقبره شیخ بدرالدین در شهر نمین
- جنگل و منطقه توریستی فندقلو در حدود ۳۰ کیلومتری آستارا و ۲۵ کیلومتری شمال اردبیل و ۶ کیلومتری نمین در همجواری روستاهای خانقاه علیا نمین و خانقاه سفلی (نمین)

- تپه خرمن یری خانقاه سفلی (نمین) مربوط به هزاره اول قبل از میلاد - دوران‌های تاریخی پس از اسلام است و در شهرستان نمین، بخش مرکزی، روستای خانقاه سفلی(نمین) واقع شده و این اثر در تاریخ ۱۰ خرداد ۱۳۸۲ با شمارهٔ ثبت ۸۷۷۶ به‌عنوان یکی از آثار ملی ایران به ثبت رسیده است.
- مقبره پیرلنگ در ننه کران
- زَرده بَره هونی چشمه آب شیرین در روستای هشنه پیله رود که به دلیل وجود مواد رادیو اکتیو و فلوراید بالا قادر به دفع سنگ کلیه می‌باشد، گفته می‌شود سرچشمه این آب از روستای زَرده بره شهرستان لریک در استان لنکران است که بعد از طی کردن مسافت ۲۵ کیلومتری در هشنه سر از خاک بیرون می‌آورد. زرد در زبان تالشی هم‌معنی با شکل فارسی آن است و برد یا بارد به‌معنی گذرگاه یا محل گذر و عبور است و معنای کامل آن گذرگاه زرد رنگ یا با خاک زرد رنگ است.[۶]
- شهر عنبران با آب و هوای خوب و طبیعت سرسبز و زیبا و مردمان سنی شافعی و زبان تالشی که محل تولید و بافت عمده بهترین نوع گلیم است
- میناباد روستایی تالش زبان در بخش عنبران شهرستان نمین و محوطه جنگلی شغالدره و هم‌مرز با جمهوری آذربایجان است.
- آبهای معدنی قره‌چناق در روستای قره‌چناق، مشه سوئی بعد از عبور از روستای گللو و گذشتن از قوشادگرمان به مشه آوی می‌رسد، گرده آوی نزدیک روستای گرده در غرب نمین
- روستاهای پیله رود که در این منطقه باغات فراوانی با درختانی مانند زردآلو، گردو، آلوچه، آرمود (گلابی) و آلبالو وجود دارد، همچنین نقاط مرزی این منطقه ناحیه رویش جنگل‌های هیریکانی است و از کوه‌های مرزی منطقه می‌توان یک قاب از جنگل، کوه و دریا را مشاهده نمود.

ایجاد منطقه ویژه اقتصادی نمین (اردبیل) با دو هزار و ۵۵ هکتار مساحت در سال ۱۳۸۵ در هیئت دولت و در سال ۱۳۸۹ در مجلس شورای اسلامی به تصویب رسید. اما پس از گذشت یک دهه هنوز روند و تحقق آن از مطالبات جدی مردم این استان محسوب می‌شود. در خصوص نامگذاری این شهر چنین گفته می‌شود که این شهر در قدیم پوشیده از جنگل و درخت بوده و به دلیل فاصله اندک آن از دریای خزر هوایی مرطوب و پر باران داشته است. درختان به دلایلی همچون تهیه هیزم یا آتش‌سوزی‌ها از بین رفته‌اند و امروزه جنگل‌های این شهرستان اکثراً در نقاط مرزی این شهرستان با استان‌های گیلان و لنکران واقع شده‌اند.
اشیایی که از اطراف موزهٔ نمین پیدا شده قدمتی بالغ بر ۵۰۰۰ سال دارند.

## تاریخ منطقه نمین
حفریات باستان‌شناسی که در مناطق مختلف نمین انجام شده است موید وجود تاریخی کهن برای این سرزمین است. شواهد حاکی از این است که ابتدایی‌ترین پناهگاه‌های دست‌ساز انسان در نمین است که با تخته سنگ‌ها و بدون استفاده از ملات تحت نام عمومی دلمن شناخته می‌شود. به‌طوریکه مطابق با روایات کتب تاریخی سهم عمده کشف دلمن‌ها در منطقه تالش بر عهده «ژاک و هنری دومورگان» دو برادر باستان‌شناس فرانسوی است که مطالعات این دو برادر در سالهای ۱۸۸۸ تا ۱۸۹۰ در این مناطق به کشف منطقه ای انبوه از دلمنها در تالش، لنکران، آستارا و نمین منتج شد. از کاربردهای احتمالی آن می‌توان به کاربرد نجومی، قربانگاهی برای پیشگاه خدایان، آرامگاه مردگان و مکانی به عنوان سکونتگاه و محلی برای خورشیدپرستی اشاره نمود. به دلیل وجود نمونه‌های مشابه این بنا در آستارا، تالش و حاشیه شمالی رود ارس، ارتباط تنگاتنگی بین ساکنان اولیه نمین و این مناطق (حداقل در نوع ساخت خانه‌ها) وجود دارد و در مجموع این مکان‌ها محل سکونت مردمی بوده که فرهنگ، آداب و رسوم تقریباً مشابهی داشتند.

## صنایع دستی
- آبگینه
- بافته و نساجی سنتی
- رودوزی‌های سنتی
- سفال و سرامیک سنتی
- صنایع دستی تلفیقی
- صنایع دستی چرمی
- صنایع دستی چوبی و حصیری
- صنایع دستی سنگی
- نمدمالی
- ملیله کاری
- گلیم بافی
- ورنی (گلیم)
- چرم اردبیل
- معرق(نمین)
- جاجیم(خلخال)
- مرصع چوب(خلخال)
- معرق چوب(خلخال)
- گلیم عنبران
- ساز سنتی[۱۲]

## ثبت ملی گلیم عنبران در کشور
در ۱۵ دی ماه ۱۳۹۹ شهر عنبران به عنوان شهر ملی گلیم و شهر اصلاندوز به عنوان شهر ملی ورنی در سطح کشور معرفی گردید.

## نگارخانه

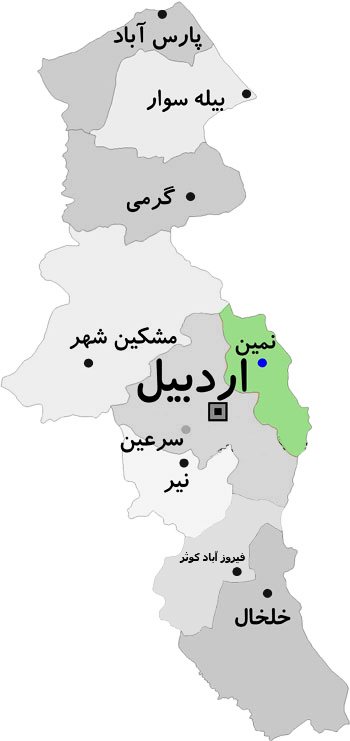
نقشه شهرستان نمین
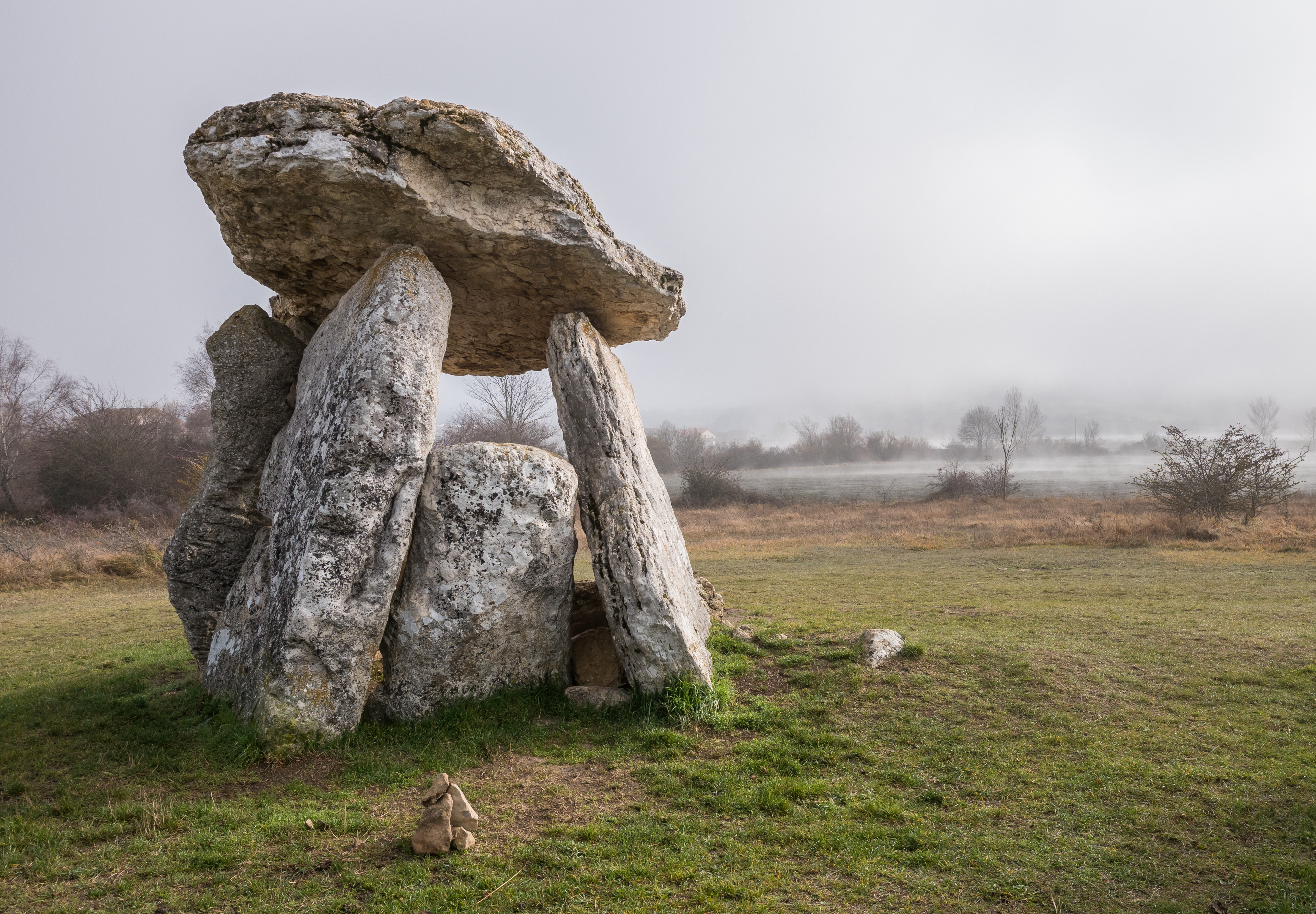
نگاره‌ای از یک دلمن
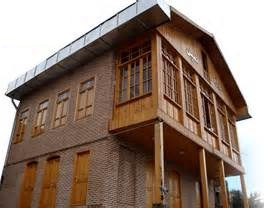